# Шаймерденов, Ербол Шаймерденович
Ербо́л Шаймерде́нович Шаймерде́нов (каз. Ербол Шаймерденұлы Шаймерденов, лат. Erbol Şaimerdenūly Şaimerdenov: 12 мая 1954, Жанажол, Северо-Казахстанская область — 13 декабря 2012, Астана) — казахстанский поэт, писатель-публицист, исследователь-геральдист. Заслуженный деятель Республики Казахстан (2006), лауреат премии имени М. Дулатова. Являлся одним из организаторов первых пресс-служб Казахстана. Член Союза писателей Казахстана. По национальности казах.

## Биография
Родился 12 мая 1954 года в селе Жанажол.
В 1976 году окончил Казахский государственный университет им. Аль-Фараби по специальности журналист; работал корреспондентом, старшим корреспондентом областной газеты «Ленин туы».
С 1979 года — собственный корреспондент по Северному Казахстану газеты «Лениншил жас», в 1982—1989 — собственный корреспондент по Целиноградской области газеты «Социалистик Казакстан».
В 1989 году окончил Целиноградский сельскохозяйственный институт, получив экономическое образование, стал заниматься вопросами связи высших органов государственного управления с прессой и общественностью — до 1991 года работал заведующим сектором СМИ, консультантом, а также пресс-секретарём ЦК Компартии Казахстана.
В 1991—1996 годах являлся заведующим отделом — руководителем пресс-службы парламента Казахстана. В 1996—1997 годы — заместитель главного редактора газеты «Егемен Қазақстан», затем — директор департамента развития языков Министерства культуры, информации и общественного согласия (1997—2001), заместитель главного редактора «Казахского информационного агентства» (2001—2002), исполнительный директор Казахского радио, советник председателя ЗАО «Республиканское телевидение и радио Казахстана» (2002—2003).
С 2003 по февраль 2004 года — главный консультант отдела по парламентским и информационным связям аппарата Сената Парламента Казахстана, затем — директор Департамента историко-культурного наследия Министерства культуры и информации страны, с октября 2008 — председатель комитета по языкам того же министерства. С апреля 2010 по январь 2012 года работал первым заместителем председателя Комитета информации и архивов министерства информации и связи.
В разное время был членом Совета Ассамблеи народов Казахстана, секретарём Комиссии по разработке Государственных символов Республики Казахстан, секретарём Союза журналистов Казахстана.
Умер 13 декабря 2012 года.

### Семья
Жена — Куляш Каиржановна Шаймерденова;
- дочери — Ляззат (р. 1977), Гульшат (р. 1979), Бахыт (р. 1987)[5].

## Литературная деятельность
Известен как переводчик на казахский язык классиков мировой философской мысли — Фридриха Ницше, Люка Вовенарга, Альбера Камю, Хосе Ортеги-и-Гассета, Карла Поппера, Жака Деррида, Мартина Хайдеггера, а также перевёл ряд произведений казахских авторов на русский язык.
Автор около 20 книг, в том числе: «Новые деяния» (1987), «Судьбы людские» (1989), «Фотография души» (1996), «Государственные символы тюркоязычных стран» (в соавторстве, 1997), «Мой Казахстан» (в соавторстве, 1998), «Азбука страноведения» (1998), «Астана» (1999), «Государственные символы Республики Казахстан» (2000).
На его стихи написаны песни — «Арман қала — Астана», «Төгеді жаңбыр», «Асыл жар», «Көлсай» и другие.

## Премии и награды
- Премия имени М. Дулатова (1994)[5]
- Заслуженный деятель Республики Казахстан (2006)
- Орден «Курмет» (2011)[2][3][4][7].